# Schloss Reifnitz

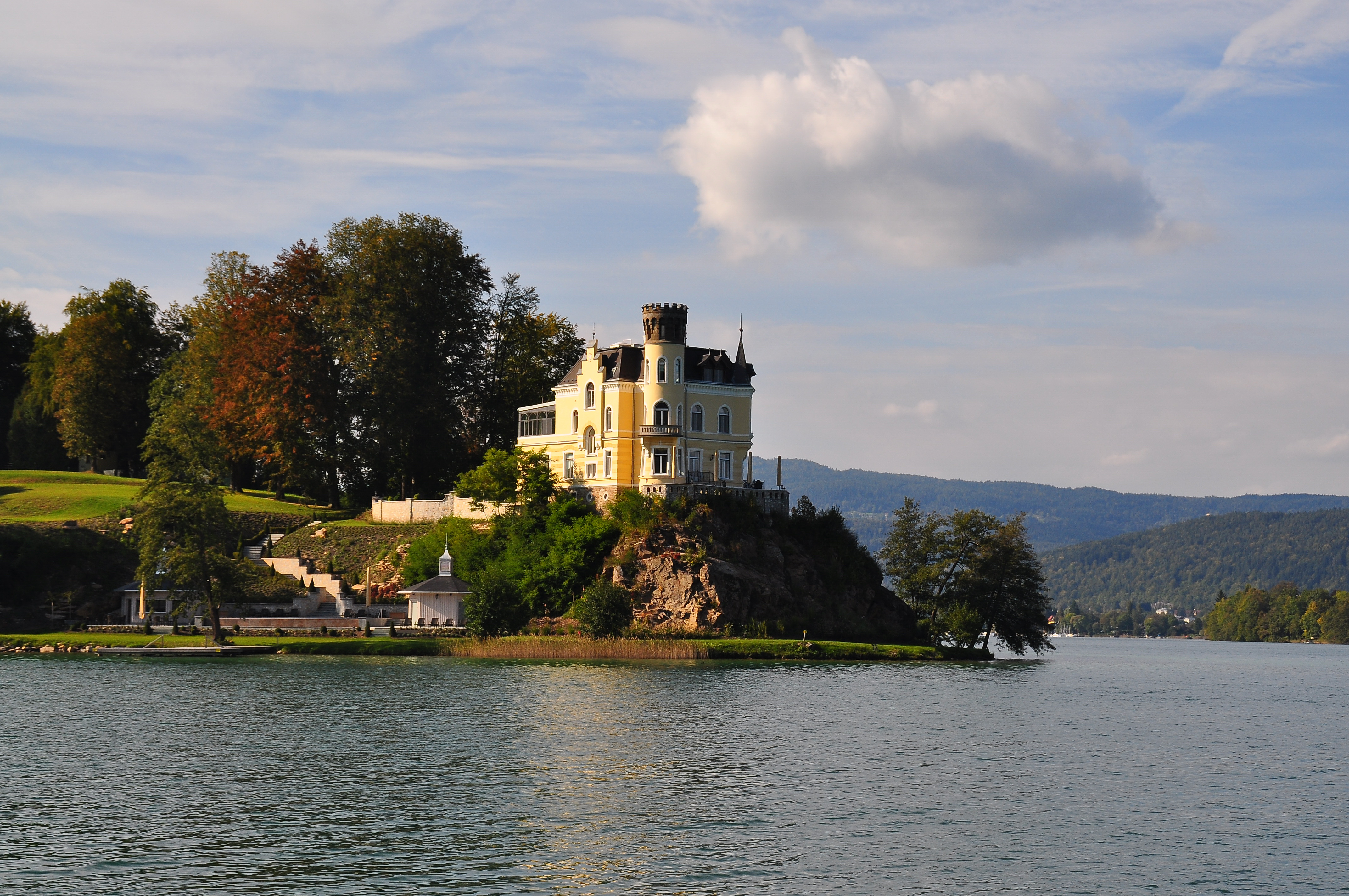
Schloss „Klein Miramar“, Entstehungsjahr 1898

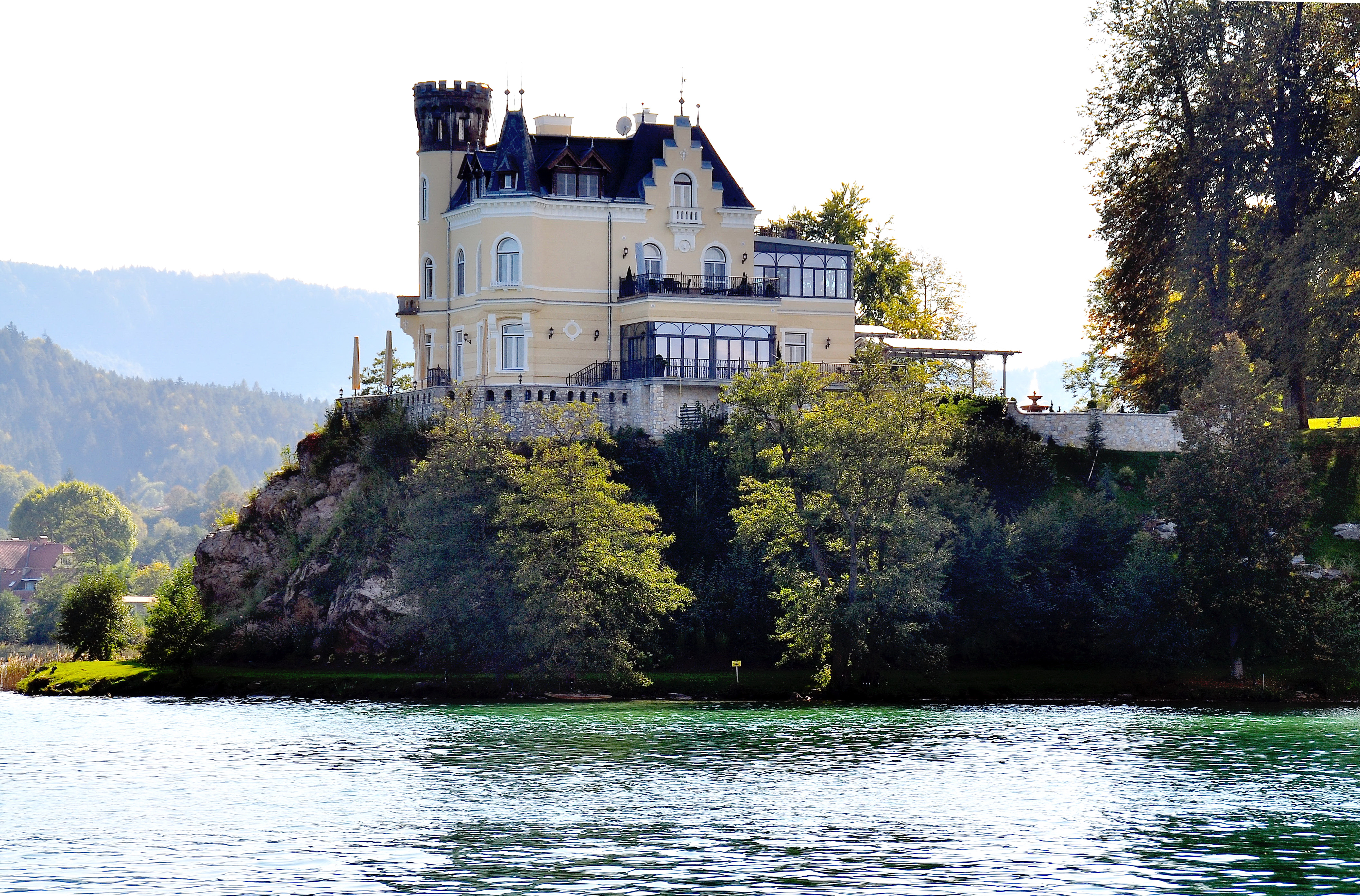
Nordseite

Schloss Reifnitz (slowenisch: Grad Ribnica ob Vrbskem jezeru) ist ein kleines Schloss bei Reifnitz in der Gemeinde Maria Wörth, direkt am Südufer des Wörthersees.

## Geschichte
Erbaut wurde es 1898 für Adolf Heinrich Bercht (einen späteren Bürgermeister von Klagenfurt), nach Plänen des Hamburger Architekten Professor Zenkonski.
Seitdem gab es einige Um- und Zubauten, auf der Rückseite besteht das Schloss fast nur aus einer Glasfassade.
Zuletzt wurde es von der Gemeinde Maria Wörth gekauft und als Galerie genutzt.
Verkauf an Magna:
Ende 2005 wurden das Schloss und sieben Hektar Land von dem Automobilzulieferer Magna gekauft. Verkäufer war das Land Kärnten über die Kärntner Tourismus-Holding, vermittelt durch Jörg Haider. Der Kaufpreis betrug 6,4 Millionen Euro. Verhandler für Magna war Mathias Reichhold.
Anrainer und Bürgerinitiativen protestierten, weil sie der Meinung waren, dass das Schloss und Grundstück zu günstig abgegeben wurde (zu 92 Euro pro Quadratmeter). Außerdem wurden nach Beginn des Verkaufs zwei Hektar in Bauland/Kurgebiet umgewidmet, was eine Wertsteigerung bedeutet. Des Weiteren wurde der Ablauf als Nacht-und-Nebel-Aktion kritisiert (Gemeinderatsbeschluss 22. Dezember 2004, 21 bis 22 Uhr ohne Bürgerbeteiligung).
Magna plante, auf dem Gebiet ein Manager-Erholungszentrum zu errichten, das aus einem dreieinhalb Stockwerke großen Hotelkomplex für 275 Betten und 14 freistehenden Seevillen sowie weiteren Gebäuden und Sportanlagen bestehen soll. Zu dieser Nutzung kam es aber nicht, was nach Magna-Aussagen auf mangelnde Rentabilitätsprognosen zurückzuführen sei. Stattdessen kauften 2011 der Magna-Eigner Frank Stronach sowie dessen früherer Manager Siegfried Wolf das inzwischen renovierte Schloss für 13,55 Millionen Euro von Magna. Sie nutzen das Anwesen bisher nur privat. 2013 wurde bekannt, dass die Wirtschafts- und Korruptionsstaatsanwaltschaft im Zusammenhang mit den Käufen gegen Frank Stronach, Siegfried Wolf sowie den Bürgermeister der Kärntner Gemeinde Maria Wörth und mehrere Gemeinderäte ermittelt.
Koordinaten: 46° 36′ 40,4″ N, 14° 10′ 52,8″ O